# Ніікура Мінамі
Ніікура Мінамі (2 березня 1998) — японська плавчиня. Учасниця Чемпіонату світу з водних видів спорту 2019, де в марафонському плаванні на дистанції 10 кілометрів посіла 30-те місце.